# Beskyddarverksamhet
Beskyddarverksamhet eller bara beskydd, är en verksamhet där en kriminell organisation mot betalning skyddar en person eller en näringsverksamhet från hot. Hotet kan komma från konkurrerande kriminella, men ofta kommer det från beskyddaren själv. I så fall är beskydd en form av utpressning.
Beskydd är vanligt i verksamheter med svarta pengar, som restaurangbranschen och byggbranschen.